# Region Wyspy Egejskie Północne
Region Wyspy Egejskie Północne (nwgr. Βόρειο Αιγαίο, trl. Worio Ejeo) – jeden z 13 regionów administracyjnych Grecji, rozłożony na wyspach północno-wschodniej części Morza Egejskiego (na północ od Dodekanezu i Cyklad, bez Sporad Północnych, Eubei, Thassos i Samotraki). Region graniczy z innymi jednostkami administracyjnymi przez morze – od zachodu z regionem Grecja Środkowa i regionem Tesalia, od północy z regionem Macedonia Środkowa oraz regionem Macedonia Wschodnia i Tracja. Na południu znajduje się region Wyspy Egejskie Południowe zaś na wschodzie Turcja. Jest najmniej ludnym z wszystkich 13 regionów Grecji.
Stolicą regionu jest miasto Mitylena na wyspie Lesbos.
Region Wyspy Egejskie Północne podzielony jest na 9 gmin (demosów) tworzących 5 jednostek regionalnych:
- Jednostka regionalna Chios ze stolicą w Chios,
- Jednostka regionalna Lesbos ze stolicą w Mitylenie,
- Jednostka regionalna Samos ze stolicą w Samos,
- Jednostka regionalna Limnos ze stolicą w Mirinie,
- Jednostka regionalna Ikaria ze stolicą w Ajos Kirikos.